# Franz Dorn
Franz Dorn (* 1954) ist ein deutscher Rechtswissenschaftler.

## Leben
Er studierte ab 1974 Rechtswissenschaft an der Universität Bonn (erste juristische Staatsprüfung 1981, zweite juristische Staatsprüfung 1984). Nach der Promotion 1989 und der Habilitation 1998 (Venia legendi: Bürgerliches Recht, Deutsche Rechtsgeschichte, Vergleichende Rechtsgeschichte, Privatrechtsgeschichte der Neuzeit) hatte er 1998/1999 einen Lehrauftrag an der Gesamthochschule Wuppertal (Handels- und Gesellschaftsrecht). Er vertrat 1998/1999 die C3-Professur Bürgerliches Recht und Vergleichende Rechtsgeschichte an der Europa-Universität Viadrina und hatte einen Lehrauftrag an der Heinrich-Heine-Universität Düsseldorf (Deutsche Rechtsgeschichte). 1999/2000 vertrat er die C4-Professur Bürgerliches Recht und Deutsche Rechtsgeschichte an der Universität Trier. Von Oktober 2000 bis zu seiner Pensionierung im März 2020 war er Professor für Bürgerliches Recht und Deutsche Rechtsgeschichte an der Universität Trier. Von 2002 bis 2012 war er Richter am Oberlandesgericht Koblenz.

## Schriften (Auswahl)
- Die Landschenkungen der fränkischen Könige. Rechtsinhalt und Geltungsdauer. Paderborn 1991, ISBN 3-506-73360-5.
- mit Jan Schröder (Hg.): Festschrift für Gerd Kleinheyer zum 70. Geburtstag. Heidelberg 2001, ISBN 3-8114-5015-8.
- mit Mathias Schmoeckel und Jan Schröder (Hg.): Gerd Kleinheyer: Beiträge zur Strafrechtsgeschichte. Frankfurt am Main 2011, ISBN 978-3-631-63547-6.